# Nhà máy lọc nước Warszawa

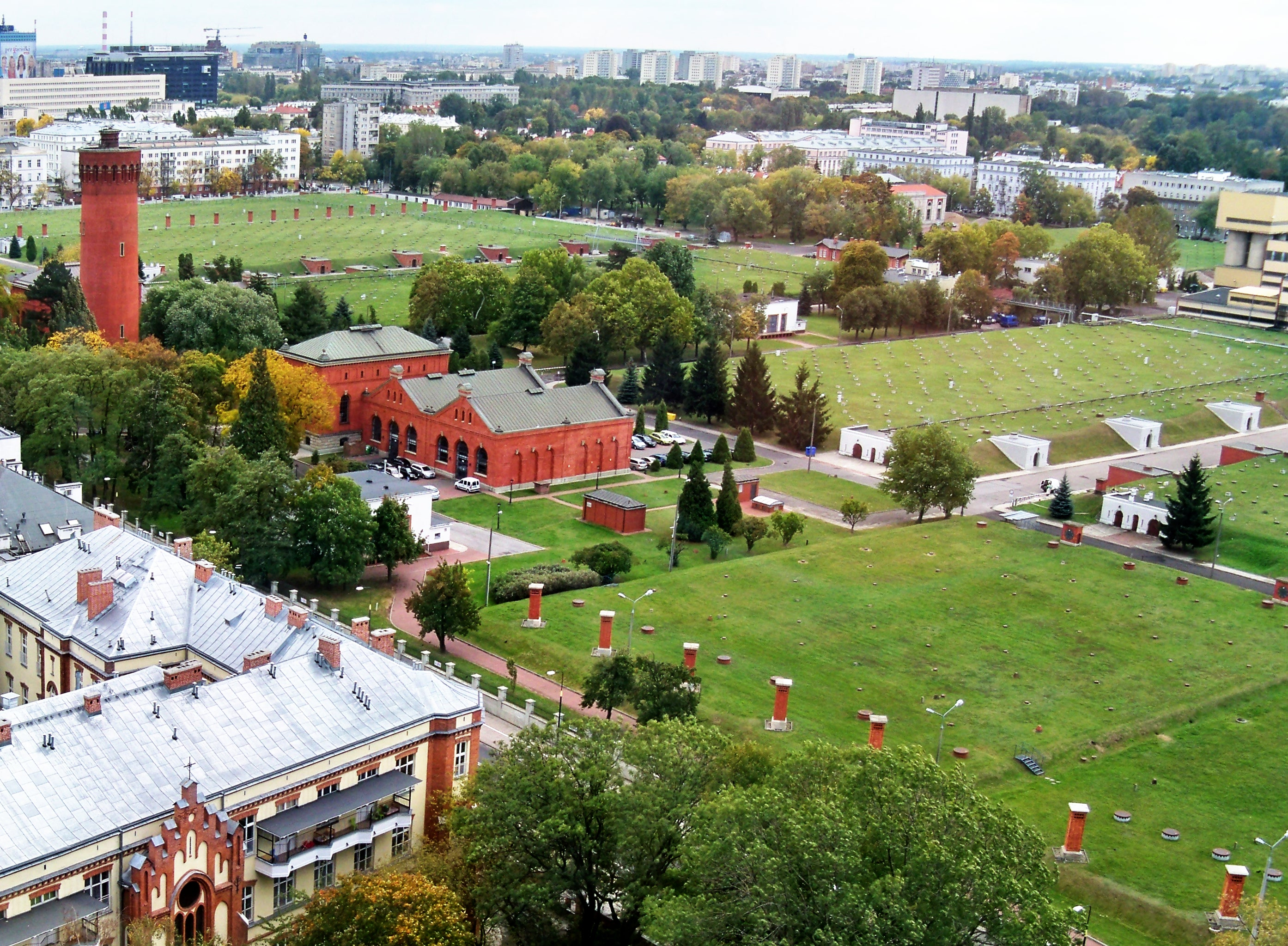
Nhà máy lọc của Lindley

Nhà máy lọc nước Warszawa, còn được gọi là Nhà máy lọc của Lindley (tiếng Ba Lan - " Nhà máy lọc Lindleya") là một trong ba nhà máy nước Warszawa, nằm ở quận Ochota, bao quanh bởi các con phố Koshotowa, Krzywickiego, Filterrowa và Raszyńska. Nhà máy nước được hoàn thành vào năm 1886 theo thiết kế của William Lindley. Từ năm 1973, Nhà máy lọc Warszawa đã nằm trong danh sách di sản.

## Xây dựng
Nhà máy lọc Warszawa được thành lập bởi Thị trưởng Warszawa, tướng Nga, ông Sokrates Starynkiewicz (tiếng Nga - Сократ Старинкевич). Sau khi được sự chấp thuận từ ông vào năm 1881, việc xây dựng bắt đầu. Thiết kế của William Lindley bao gồm Trạm bơm và Trạm lọc ở bờ trái của sông Vistula. Trong quá trình xây dựng, tất cả các công nghệ có sẵn đều được áp dụng, thậm chí các chi tiết nhỏ của công trình cũng được làm từ các vật liệu chất lượng cao. Vật liệu cơ bản được sử dụng trong khi xây dựng Nhà máy lọc là gạch không thấm nước, đá granit và sa thạch. Nguồn nước đã qua xử lý đầu tiên được phân phối cho người dân thành phố Warszawa vào ngày 3 tháng 7 năm 1886, từ các bộ lọc bao gồm một nhóm các lưới lọc cát chậm, bể nước sạch, kho bơm và tháp nước. Thiết kế là của William Lindley, nhưng được giám sát và hiện đại hóa bởi con trai của ông, William Heerlein Lindley.

## Hệ thống nước
Ban đầu, hệ thống được chia thành:
Phố trên - nước được cung cấp từ một tháp nước nằm trong khu vực của Nhà máy lọc
Phố dưới - nước được cung cấp trực tiếp từ các Nhà máy lọc cát chậm (ở các quận Powiśle và Praga)
Hệ thống nhà máy nước Warszawa bao gồm Trạm lọc (Nhà máy lọc Lindleya) và Trạm bơm nước từ sông của Viện công trình nước trung tâm, từ đó nước được rút ra và vận chuyển đến Trạm lọc.

## Hiện đại hóa

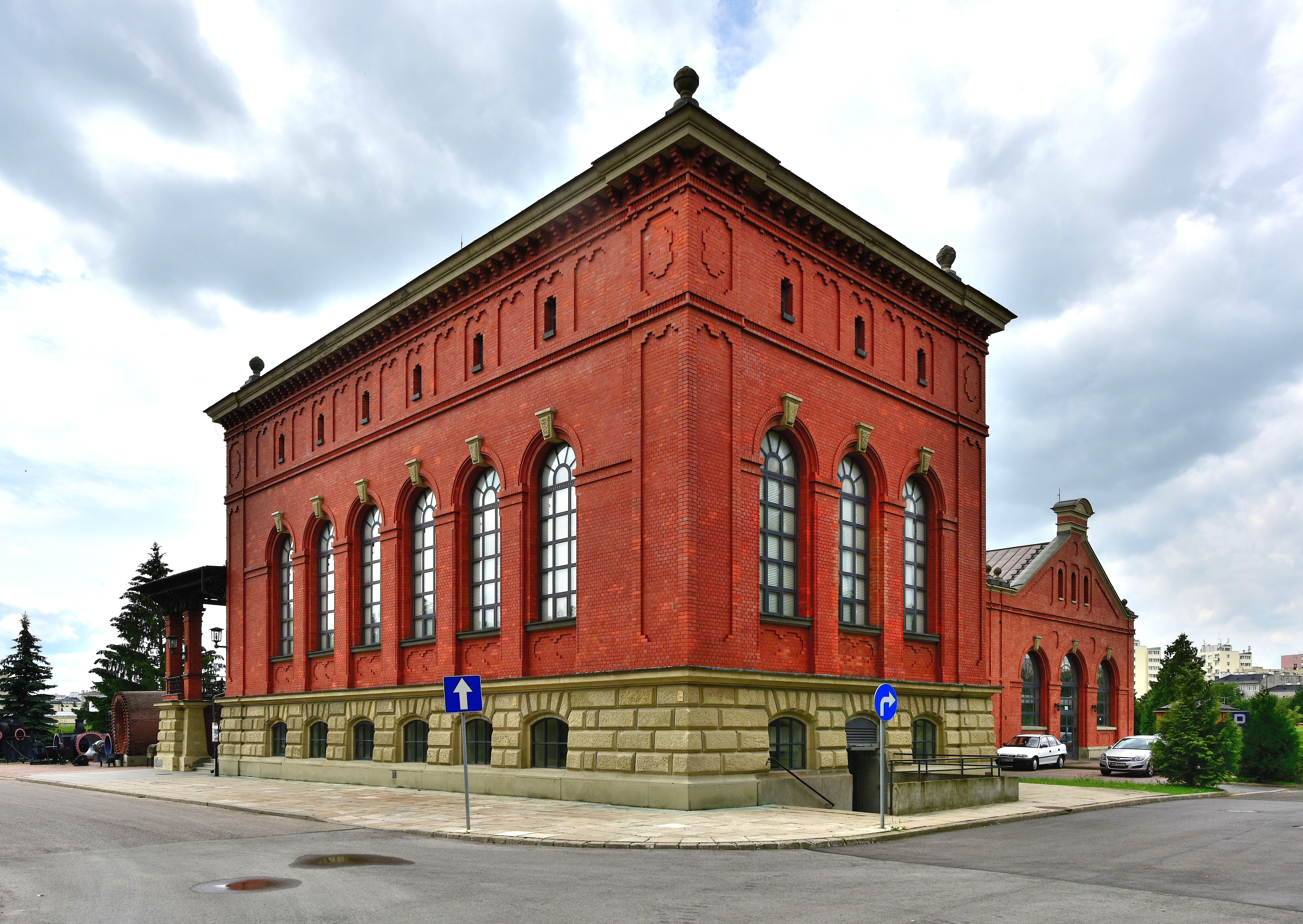
Bảo tàng lọc nước ở Warszawa

Nước được hút từ trạm bơm đến các bộ lọc chậm, một số bể được thiết kế để xử lý nước thải (bể Imhoff). Nước lọc được vận chuyển đến các bể chứa nước sạch và sau đó đến các kho bơm, nơi nó được đẩy lên thành một tháp nước, từ đó nhà máy nước Phố trên bắt đầu.
Một vài năm sau khi triển khai hoạt động của các Nhà máy lọc, cần phải có thêm các bể xử lý nước thải Imhoff trước các Nhà máy lọc chậm, vì nghiên cứu cho thấy có ô nhiễm trong nước. Để cải thiện điều này, Nhà máy lọc Warszawa đã được mở rộng sau năm 1890 với nhiều bể chứa được chế tạo.
Nhu cầu về nước ngày càng tăng vào đầu những năm 1930 tại Warszawa đã thúc đẩy việc xây dựng một Trạm lọc cát nhanh, nơi xử lý nước từ bốn cửa hút. Sau đó, nước từ trạm bơm được ép vào các bình giãn nở, sau đó đến các bộ lọc nhanh và bộ lọc chậm.
Năm 1931, quy trình clo hóa nước được thực hiện.
Các tòa nhà chính đã bị hư hại nghiêm trọng trong Thế chiến thứ hai và phần lớn thiết bị lọc đã bị lính Đức đánh cắp. Công cuộc tu sửa nhà máy sau chiến tranh mất vài năm.
Từ 2008 đến 2010, trạm lọc carbon hoạt động gián tiếp và bộ lọc carbon đã được xây dựng. Bộ lọc này bao gồm 3 máy tạo ozone và 18 buồng lọc carbon. Các tòa nhà hiện đại đã được thiết kế để trông cũ kỹ như các tòa nhà lịch sử. Nhà ga mới được đặt tên là "Socrates", theo tên người sáng lập nhà máy lọc nước Warszawa.

## Hình tượng
Nhà máy lọc Warszawa đã được nâng cấp ba lần vào năm 1973, 2008 và cuối cùng, vào năm 2012, khi toàn bộ Tổ hợp Nhà máy lọc trở thành một trong những Di tích Lịch sử quốc gia chính thức của Ba Lan (Pomnik historii), vào ngày 18 tháng 1 năm 2012. Danh sách này được quản lý bởi Ủy ban Di sản Quốc gia Ba Lan.